# Kiskunmajsa

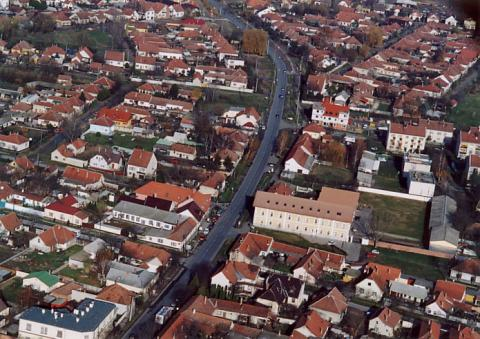
Kiskunmajsa

Kiskunmajsa är en mindre stad i Ungern med 10 843 invånare (2019).